# 圣道

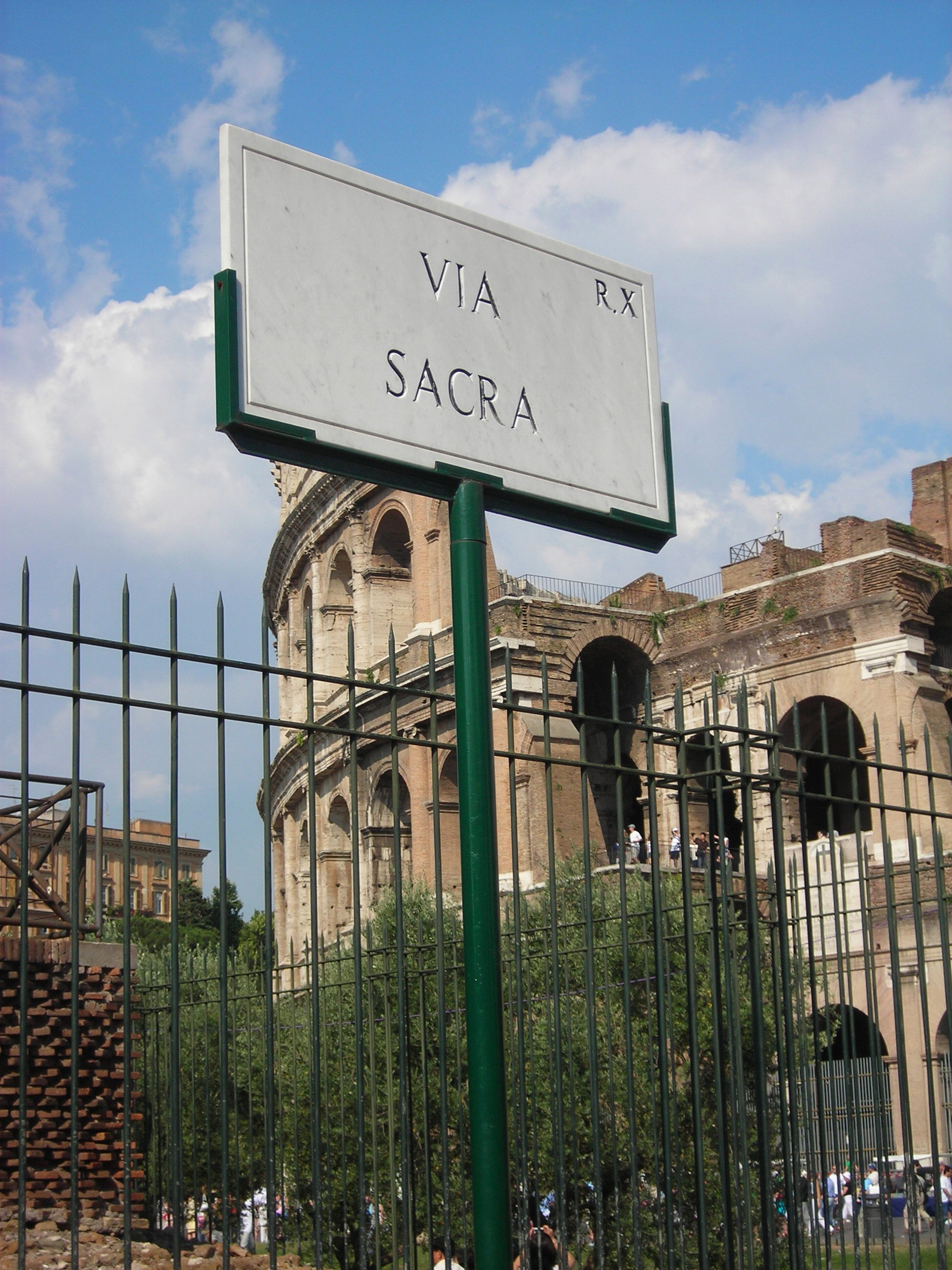

圣道（Via Sacra）是古罗马的主街道，从卡比托利欧山山顶，经过古羅馬廣場的一些最重要的宗教遗迹（这里是最宽的一段），到达罗马斗兽场。
这条路是传统的凯旋式路线（开始于罗马郊区，经过古羅馬廣場）。后来，在尼禄统治时期，它被立起了石柱。
这条路为罗马历史上的许多事迹的背景，庄严的宗教节日，获胜将军们辉煌凯旋，还有每天聚集在廣場聊天、掷骰子、做生意的人群，街上也有许多妓女寻找潜在客户。从奥古斯都统治时期开始，圣道在神化仪式中扮演了一个角色，通过这个仪式，已故的罗马皇帝被正式神化。皇帝的遗体，在蜡制的死亡面具下被装入棺罩，从帕拉蒂尼山上走下圣道进入廣場，在那里举行了葬礼演说之后，骑士和元老院的队伍继续向戰神廣場走去。